# Scrophularia fontqueri
Scrophularia fontqueri är en flenörtsväxtart som beskrevs av A. Ortega-olivencia och J.A. Devesa. Scrophularia fontqueri ingår i släktet flenörter, och familjen flenörtsväxter. Inga underarter finns listade i Catalogue of Life.